# Trichoglottis crociaria
Trichoglottis crociaria är en orkidéart som beskrevs av Gunnar Seidenfaden. Trichoglottis crociaria ingår i släktet Trichoglottis och familjen orkidéer.
Artens utbredningsområde är Thailand. Inga underarter finns listade i Catalogue of Life.